# Polynôme en plusieurs indéterminées
En algèbre, un polynôme en plusieurs indéterminées à coefficients dans un anneau commutatif unitaire A est un élément d'une A-algèbre associative qui généralise l'algèbre A[X] des polynômes en une indéterminée X.
On peut construire l'algèbre A[X1, … , Xn] des polynômes en un nombre fini n d'indéterminées par récurrence sur n : c'est l'algèbre des polynômes en une indéterminée Xn, à coefficients dans l'anneau A[X1, … , Xn–1]. L'algèbre A[(Xi)i∈I] des polynômes en un nombre quelconque d'indéterminées Xi, indexées par un ensemble I quelconque (éventuellement infini), peut alors être définie comme la « réunion » des A[(Xi)i∈J] pour toutes les parties finies J de I. Plus directement, que I soit fini ou infini, A[(Xi)i∈I] peut être définie comme l'algèbre d'un monoïde : on décrit d'abord le monoïde des monômes unitaires (les produits d'un nombre fini d'indéterminées Xi, éventuellement répétées), et les polynômes sont ensuite définis comme les combinaisons linéaires formelles à coefficients dans A de tels monômes.
Dans la suite de l'article, A désigne un anneau commutatif unitaire, et le terme de A-algèbre désigne une algèbre associative et unifère.

## Construction par induction

### Construction par récurrence
Définissons l'anneau A[X1, … , Xn] des polynômes à coefficients dans A en n indéterminées, par récurrence sur n :
- l'anneau des polynômes à coefficients dans A en 0 indéterminées est simplement A lui-même.
- pour n > 1, A[X1, … , Xn] est l'anneau B[Xn], où B désigne l'anneau A[X1, … , Xn–1] supposé déjà construit.

On vérifie instantanément (par récurrence) que A[X1, … , Xn] ainsi défini :
- est un anneau commutatif (intègre si et seulement si A l'est) ;
- contient A comme sous-anneau (c'est donc une A-algèbre) ;
- est libre en tant que A-module, sa base canonique étant constituée des monômes X1k1…Xnkn, où les ki sont des entiers naturels.

Concrètement, un élément de A[X1, … , Xn] s'écrit comme une somme finie :
et chaque Pj s'écrit lui-même comme une somme finie :
ou encore, en choisissant un majorant d de m, d0, … , dm et en complétant par des zéros la liste des Pj et des coefficients dans A :

### Extension au cas d'un ensemble infini d'indéterminées
On remarque, en examinant la définition ci-dessus, que :
- l'algèbre A[X1, … , Xn] obtenue est indépendante (à isomorphisme canonique près) de l'ordre choisi pour les indéterminées au cours de la construction. On peut donc la noter également A[(Xi)i∈{1,…,n}], ou encore (en réindexant les indéterminées) A[(Xi)i∈I] où I est un ensemble quelconque à n éléments, non ordonné ;
- pour toute partie J de I, A[(Xj)j∈J] est un sous-anneau de A[(Xi)i∈I].

Ceci permet de définir l'anneau A[(Xs)s∈S] pour n'importe quel ensemble S (non nécessairement fini ni même dénombrable) comme la réunion (appelée « limite inductive ») des A[(Xi)i∈I] pour toutes les parties finies I de S.
Quelques propriétés élémentaires se déduisent immédiatement de cette définition :
- l'anneau A[(Xs)s∈S] est intègre si et seulement si A l'est ;
- pour toute partie J de S, l'anneau A[(Xs)s∈S] s'identifie à A[(Xj)j∈J][(Xk)k∈S\J] ;
- si S est la réunion d'une chaîne F de parties (c'est-à-dire d'un ensemble de parties sur lequel l'ordre d'inclusion est total), alors A[(Xs)s∈S] est la réunion des A[(Xi)i∈I] pour tous les I de F.

## Construction comme algèbre d'un monoïde
Une autre méthode de construction,, — équivalente au sens où elle définit la même structure — consiste à « calquer » le raisonnement utilisé pour les polynômes en une indéterminée, cette fois non pas sur une suite mais sur une famille. Elle permet une démonstration élégante de la propriété universelle des algèbres de polynômes.

### Monoïde des monômes unitaires
À l'ensemble (quelconque) S des indices des indéterminées, on associe le monoïde commutatif libre sur S.
En notation additive, on peut se le représenter comme l'ensemble ℕ(S) des applications de S dans ℕ à support fini — c'est-à-dire des familles (ks)s∈S d'entiers naturels dont tous sont nuls sauf un nombre fini — muni de l'addition terme à terme. Notons es (pour tout s ∈ S) l'élément de ce monoïde constitué de la fonction de S dans ℕ qui vaut zéro partout sauf en s ou elle vaut 1. On dit que (es)s∈S est une « base » de ce monoïde commutatif, au sens où tout élément de ℕ(S) s'écrit, de manière unique à l'ordre près des termes, comme une somme finie d'éléments es, avec répétitions éventuelles : (ks)s∈S est la somme des kses pour tous les ks non nuls.
Le monoïde MS des monômes unitaires est le même monoïde commutatif libre sur S mais noté multiplicativement, et sa base canonique est notée (Xs)s∈S. Autrement dit, tout monôme unitaire s'écrit de manière unique comme un produit fini de puissances des Xs.

### Algèbre de ce monoïde
L'anneau A[(Xs)s∈S] est alors défini comme l'algèbre A[MS] du monoïde MS : un polynôme P est une combinaison linéaire formelle à coefficients dans A de monômes unitaires. Il se représente donc comme une application de ℕ(S) dans A à support fini : l'application qui, à chaque famille (ks)s∈S d'entiers presque tous nuls, associe le coefficient dans P du monôme ∏s∈SXsks qu'elle représente.
L'algèbre A[MS] est donc le A-module libre de base MS, muni de l'unique multiplication de A-algèbre qui prolonge la multiplication du monoïde MS.

## Notations
Il existe beaucoup de manières de noter un polynôme P de A[(Xs)s∈S] :
- la première est celle utilisée dans les paragraphes précédents :

- une autre est plus concise. Elle consiste à noter k la famille (ks)s∈S d'entiers presque tous nuls qui représente un élément du monoïde MS et Xk cet élément. Les notations précédentes deviennent :

## Propriétés

### Propriété universelle
Considérons, pour simplifier, l'anneau des polynômes à n variables A[X1, … , Xn]. Alors, pour toute A-algèbre commutative B et tout n-uplet (b1, … , bn) dans B, il existe un unique morphisme de A-algèbres de A[X1, … , Xn] dans B, appelé « morphisme d'évaluation », qui envoie chaque Xi sur le bi de même indice. Cette propriété, jointe au théorème de factorisation, montre que toute A-algèbre commutative de type fini est un quotient d'un A[X1, … , Xn] ; elle est donc essentielle pour la construction de morphismes d'une telle algèbre vers une autre A-algèbre commutative.
Plus généralement, la propriété universelle suivante caractérise les algèbres de polynômes :

Soient B une A-algèbre commutative et (bs)s∈S une famille d'éléments de B. Il existe un unique morphisme φ de A-algèbres, de A[(Xs)s∈S] dans B, tel que{\displaystyle \forall s\in S\quad \varphi (X_{s})=b_{s}.}
Exemples
- Si A est un sous-anneau de B, l'image de ce morphisme est le sous-anneau A[(bs)s∈S] de B engendré par A et les bs.
- Si C est un anneau commutatif, tout morphisme ψ de A dans C se prolonge, par la propriété universelle, en un unique morphisme φ de A[(Xs)s∈S] dans C[(Xs)s∈S] tel que φ(Xs) = Xs pour tout s. Ceci traduit la fonctorialité, par rapport à l'anneau de coefficients, de l'anneau de polynômes en un ensemble fixé d'indéterminées. L'image de φ est alors D[(Xs)s∈S] où D est l'image de ψ, et le noyau de φ est l'idéal engendré par le noyau de ψ.

### Degré
Certaines définitions concernant les polynômes en une indéterminée se généralisent :
- un monôme est le produit d'un élément de A par un élément de MS :
  - l'élément de A est appelé le coefficient du monôme,
  - le degré d'un monôme est la somme des exposants des différentes indéterminées ;
- le degré d'un polynôme non nul est celui de son monôme de plus haut degré (on convient que le degré du polynôme nul est moins l'infini) ;
- un polynôme constant est un polynôme nul ou de degré 0 ;
- le terme constant d'un polynôme est le coefficient de son monôme de degré 0, ou terme indépendant.

En revanche, les termes de « polynôme unitaire » ou « monôme dominant » n'ont plus de sens.
Sur un anneau intègre, le degré du produit de deux polynômes non nuls est égal à la somme des degrés de ces deux polynômes, comme dans le cas d'une seule indéterminée.
Si A est un corps commutatif, l'anneau A[X] est euclidien. Cette proposition ne s'étend pas aux anneaux de polynômes en plusieurs indéterminées : l'anneau A[X, Y] n'est même pas principal car dans cet anneau, l'idéal (X, Y) engendré par X et Y n'est pas principal.
Il est alors nécessaire de rechercher des propriétés plus faibles. Dans le cas d'une unique indéterminée, la notion de degré permet d'établir le théorème de la base de Hilbert : si A est noethérien, A[X] l'est aussi. D'après la définition par récurrence de A[X1, … ,Xn], on en déduit immédiatement :
- L'anneau des polynômes en un nombre fini d'indéterminées, à coefficients dans A, est noethérien dès que A l'est.

Ce résultat ne s'étend pas au cas d'un nombre infini d'indéterminées : dans A[(Xn)n∈ℕ], la suite des idéaux (X0, … , Xn) est strictement croissante, et l'anneau ne peut être noethérien.
D'après un résultat fondamental de théorie algébrique des nombres, tout anneau d'entiers algébriques d'un corps de nombres est un ℤ-module de type fini (cf. § « Propriétés noethériennes » de l'article sur les entiers algébriques) et a fortiori, une ℤ-algèbre commutative de type fini, c'est-à-dire un quotient d'un ℤ[X1, … ,Xn], noethérien. En conséquence :
- Tout anneau d'entiers algébriques d'un corps de nombres est noethérien.

### Factorialité
Si un anneau A est factoriel, A[X] l'est encore. La construction par induction de l'anneau des polynômes en un nombre fini ou infini d'indéterminées permet d'en déduire :
- L'anneau des polynômes en plusieurs d'indéterminées, à coefficients dans A, est factoriel si et seulement si A l'est.

Ce transfert de factorialité est un peu différent de celui de noethérianité. Le nombre d'indéterminées n'est pas nécessairement fini. En revanche, la factorialité ne passant pas aux quotients, il existe des corps de nombres (et même des corps quadratiques) dont l'anneau des entiers n'est pas factoriel.

### Ensemble algébrique
Soit k un corps algébriquement clos. L'ensemble des zéros d'un polynôme f(X1, … , Xn) à coefficients dans k est l'ensemble des points (x1, … , xn) dans kn tels que f(x1, … , xn) = 0. Un ensemble algébrique dans kn est l'intersection des zéros d'une famille de polynômes dans k[X1, … , Xn]. Du fait que l'anneau k[X1, … , Xn] est noethérien, il suffit toujours de prendre une famille finie de polynômes. Les ensembles algébriques sont à la base de la géométrie algébrique.

## Polynômes remarquables

### Polynômes homogènes
Un polynôme homogène de degré d (entier positif ou nul) est une combinaison linéaire de monômes de degré d. Le polynôme nul est ici considéré comme étant de degré d pour tout d. Par exemple, en deux variables, 2X3 + X2Y – 5Y3 est homogène de degré 3, tandis que 2X3 + X2Y3 – 5Y3 n'est pas homogène. Tout polynôme P de degré (total) d est, de façon unique, somme de polynômes homogènes P0, … , Pd de degrés respectifs 0, … , d. On appelle alors Pi la composante homogène de degré i de P. Dans l'exemple non homogène ci-dessus, la composante homogène de degré 3 est 2X3 – 5Y3, celle de degré 5 est X2Y3 et les autres composantes homogènes sont nulles. Une autre manière d'exprimer la décomposition en composantes homogènes est de dire que A[X1, … , Xn] est la somme directe des Ad[X1, … , Xn], où d parcourt les entiers positifs ou nuls et où Ad[X1, … , Xn] est le sous-A-module des polynômes homogènes de degré d. On note que le produit de deux polynômes homogènes de degrés respectifs d, e est homogène de degré d + e, alors que leur somme n'est homogène que si d = e.
Identité d'Euler
Si P est homogène de degré d, alors{\displaystyle dP=\sum _{1\leq i\leq n}X_{i}{\partial P \over \partial X_{i}}.}

### Polynômes symétriques
Un polynôme à n variables est symétrique s'il est invariant par permutation de deux variables quelconques. Par exemple, en trois variables, XY + YZ + ZX est symétrique, alors que X2Y + Y2Z + Z2X ne l'est pas. Contrairement aux polynômes homogènes, les polynômes symétriques sont stables par addition et multiplication, et forment un sous-anneau de l'anneau des polynômes.
Polynômes symétriques élémentaires
Pour i entre 1 et n, le i-ième polynôme symétrique élémentaire Si est la somme des Xk1…Xki où les indices parcourent les entiers k1 < … < ki entre 1 et n. Par exemple, le premier polynôme symétrique élémentaire est la somme des variables, et le dernier est le produit des variables.
Théorème fondamental sur les polynômes symétriques
Tout polynôme symétrique est, de façon unique, une expression polynomiale des polynômes symétriques élémentaires.
Identités de Newton
Soit d > 0 un entier. Alors Pd := X1d + … + Xnd est symétrique et est appelé le d-ième polynôme de Newton. L'expression de Pd en fonction des polynômes symétriques élémentaires (comme prédit par le théorème ci-dessus) peut être déduite indirectement des identités de Newton : 
- Pd – S1Pd–1 + S2Pd–2 + … + (–1)n–1Sn–1Pd–n+1 + (–1)nSnPd–n = 0, si d ≥  n et
- Pd – S1Pd–1 + S2Pd–2 + … + (–1)d–1Sd–1P1 + (–1)ddSd = 0, si d <  n.

Sur un corps de caractéristique nulle, ces relations permettent d'écrire les polynômes symétriques élémentaires comme des polynômes en les polynômes de Newton. En particulier, sur le corps des nombres rationnels, les polynômes de Newton engendrent l'anneau des polynômes symétriques.
Relations entre coefficients et racines
Soit P(X) = Xn + a1Xn–1 + … + an un polynôme de degré n > 0 à coefficients dans un corps. Soient t1, … , tn les racines de P(X) (éventuellement répétées) dans un corps de décomposition de P(X). Alors Si(t1, … , tn) = (–1)iai pour tout i entre 1 et n.